# Сурья (приток Улса)
Сурья — река в России, протекает главным образом в Пермском крае.

## Описание
Берёт начало на территории Свердловской области, примерно в 2 км к востоку от границы с Пермским краем. Исток находится на перевале между горами Казанский Камень (1035 м НУМ) и Щебенная (678 м НУМ). Далее на всём своём протяжении течёт через Красновишерский район Пермского края, преимущественно в северном и северо-западном направлениях. Характер течения — горный. Приток — Польховка (правый). Устье реки находится в 56 км по правому берегу реки Улс, в 500 м выше устья реки Жигалан 2-й. Длина реки составляет 21 км. Ширина реки у устья около 10 метров, скорость течения — 0,6 м/с.

## Данные водного реестра
По данным государственного водного реестра России относится к Камскому бассейновому округу, водохозяйственный участок реки — Кама от водомерного поста у села Бондюг до города Березники, речной подбассейн реки — бассейны притоков Камы до впадения Белой. Речной бассейн реки — Кама.
По данным геоинформационной системы водохозяйственного районирования территории РФ, подготовленной Федеральным агентством водных ресурсов:
- Код водного объекта в государственном водном реестре — 10010100212111100004457
- Код по гидрологической изученности (ГИ) — 111100445
- Код бассейна — 10.01.01.002
- Номер тома по ГИ — 11
- Выпуск по ГИ — 1